# Camburg
Camburg är en ortsteil i staden Dornburg-Camburg i Saale-Holzland-Kreis i förbundslandet Thüringen i Tyskland. Camburg var en stad fram till den 1 december 2008 när kommunerna Dornburg och Dorndorf-Steudnitz uppgick i Camburg som samtidigt bytte namn till Dornburg-Camburg. Staden hade 2 846 invånare 2007.